# 鍾德
鍾德（？—？），中國清朝官員，本籍滿洲，荫生出身。1753年（乾隆十八年）任福宁府知府，次年奉旨接替曾曰瑛，於台灣擔任台灣府知府。